# Ragna Norström
Ragna Norström, född 13 april 1900 i Göteborg, död 13 december 1998 i Hamburg i Tyskland, var en svensk lärarinna. Hon verkade mellan 1922 och 1956 vid Svenska skolan i Hamburg, där hon spelade en central roll som såväl folkskollärarinna som med tiden som "nödkonsul" under andra världskriget. Hon tilldelades flera priser för sin verksamhet i Hamburg, bland annat Förbundsrepubliken Tysklands förtjänstorden.
I Riksarkivet finns Ragna Norströms samling, som omfattar minnesteckningar, privat korrespondens, handlingar från hennes verksamhet i huvudsakligen Tyskland samt material från en kontrovers med den danske läkaren Alexander Thomsen (1917–1985), som var i kontakt med Ragna Norström och "nödkonsulatet" i Hamburg för att 1945 ta sig till Berlin. Efter några veckor i Berlin greps han av den sovjetiska ockupationsmakten och pekade ut Norström som ansvarig därtill. Detta förnekade Norström 1964.

## Biografi
Norström föddes år 1900 i Göteborg, som dotter till metodistpastorn K E Norström och hans hustru.

### Lärare i Hamburg
Norström kom som nyutexaminerad folkskollärarinna till Hamburg 1922 och inledde sitt arbete vid Svenska skolan i Hamburg, som hade sina lokaler i Gustaf Adolfskyrkan. Hon verkade som lärare där fram till 1956. Kort efter sitt anländande grundade hon bland annat en scoutkår i staden. Därigenom blev hon en del av den tyska ungdomsrörelsen, och valdes bland annat in i Hamburg-Altona folkhögskolas styrelse.
För svenska barn bosatta i Hamburg spelade hon länge en viktig roll. Om barnen inte med jämna mellanrum vistades i Sverige riskerade de att förlora sina svenska medborgarskap. Norström var därför drivande i att anordna sommarferier i Sverige för svenska barn i Hamburg, där resorna bekostades av den hamburgska svenskgemenskapen. Detta har bland annat hyllats av Märta Lindqvist under signaturen "Quelqu'une" i Svenska Dagbladet. Barnen bodde under dessa sommarferier hemma hos svenska familjer. Resorna från Malmö till övriga Sverige bekostades från svenskt håll, bland annat via donationer från läsare av Svenska Dagbladet. 1939 hade skolan 38 elever. Norström åkte också runt och föreläste i Tyskland, bland annat i Lübeck – även under andra världskriget.

### Verksamhet under kriget
Norström höll igång undervisningen vid skolan genom stora delar av andra världskriget, med undantag för de förödande bombningarna av Hamburg juli–augusti 1943. Gustaf Adolfskyrkan och Svenska skolan kom dock lindrigt undan, medan Skandinaviska sjömanshemmet var nästintill oskatt. Kyrkan kom därför att bli en naturlig samlingsplats för hamburgsvenskarna efter bombningarna 1943. Då fanns fortfarande 250 svenskar kvar i Hamburg. Genom Svenska kyrkan ordnade hon även kläd- och matutdelning, genom en särskild hjälpcentral i kyrkan. Denna verksamhet fortsatte efter krigsslutet under nödåren, och erbjöd också skydd och tak över huvudet för hemlösa.
I takt med att personalen under krigets slutskede lämnade konsulatet i Hamburg blev Norström även "nödkonsul", där hon bland annat hjälpte nödställda, organiserade transporter för flyktingar och överlevande från koncentrationsläger och bistod med bland annat Folke Bernadottes vita bussar. I samarbete med engelska militärkommandot i Hamburg bistod hon även med att få hem svenskar och andra från östra Tyskland, undan de ryska trupperna. Dessutom arbetade hon med att få hem invånare i Gammalsvenskby till Sverige från kriget.

### Verksamhet efter kriget
Efter kriget startade hon tillsammans med Selma Arnheim "enkronainsamlingen", Svenska kvinnors 1-kronainsamling, som syftade till att hjälpa nödställda medborgare i bland annat Tyskland, Polen och Finland. Norström var insamlingens representant i Tyskland. Pengarna gick där bland annat till ett barnhem i Hoisdorf nära Hamburg, där man i huvudsak tog hand om barn från sovjetiska ockupationszonen. 1946 kunde man starta upp ett andra barnhem, genom att man under året hade samlat ihop 110 000 kronor (2 280 000 kronor 2020) och 15 000 klädesplagg.
Hennes engagemang gjorde henne till en känd personlighet i Hamburg. Av militärregeringen i brittiska ockupationszonen erhöll hon den första licensen för Hamburg World Society, som grundades i Oxford två år före andra världskrigets utbrott. I föreningen samlades 20 nationer, och Norström satt i dess styrelse. Hon grundade även en förening tillsammans med Ernst Foerster, likt Norström en engagerad anti-nazist, en förening som verkade för att öka förståelse och förbrödning mellan engelska soldater och tyska ungdomar. Detta väckte uppmärksamhet i Tyskland, Storbritannien och övriga Europa.
Efter sin pension 1956 bosatte hon sig ett tag i Eskilstuna, men bodde när hon mottog Förbundsrepubliken Tysklands förtjänstorden 1975 återigen i Hamburg. Hon mottog förtjänstkorset för sina insatser under nöden i Hamburg och Tyskland efter andra världskriget.

### Thomsenkontroversen
Norström hamnade på 1960-talet i en stor kontrovers, som rörde den danske läkaren Alexander Thomsen. 1945, precis innan krigsslutet, skulle Thomsen resa från Hamburg till Berlin på uppdrag av Röda Korset, men Norström från den svenska beskickningen i Hamburg hjälpte Thomsen med två dokument, ett på engelska och ett på ryska, som skulle vara till hjälp för Thomsens resa till den sovjetiska ockupationszonen. När Thomsen kom till Berlin greps han dock, och sändes på ett tio år långt straff i ett fångläger i Sibirien. När han släpptes 1955 och återvände till Danmark menade han att svenska utrikesdepartementet (UD) borde ha hjälpt honom fri, eftersom han hävdade att han hade åkt på svenskt uppdrag. Han kritiserade också Norström för att först ha skickat honom till Berlin, och sedan försummat att hjälpa honom från fånglägret när han hade råkat illa ut. Han krävde ersättning om 140 000 kronor från utrikesdepartementet. UD avvisade dock detta.
Detta föranledde en stor debatt. 1960 gav Thomsen ut boken I menneskelighedens navn, där han hävdade att Norström hade haft samröre med nazister, och utgett sig för att vara en representant för såväl svenska regeringen som Röda korset. 1964 gav Norström ut ett bok som svar, I sanningens namn, där hon bestred Thomsens anklagelser.
Kontroversen tog återigen fart 1967, då Thomsen lyckades få tag på originaldokumenten som Norström hade utfärdat. Han hävdade att Norström i dokumentet anger att han skulle ha rest på uppdrag av den svenska regeringen. I det engelska originalet anges det att Thomsen "travels to", "reser till", men Thomsen hävdade att i den ryska översättningen löd texten att han sändes av det svenska konsulatet i Hamburg, vilket skulle ha låtit misstänkt som en utsänd av svenska regeringen. Ordet som hamnade under debatt var "napravljajetsia", som Thomsen menade antydde att han hade skickats dit av den svenska beskickningen i Hamburg. Malmökriminalens Walter Rokka stödde Thomsens tolkning av ordet, medan översättaren och journalisten Sven Vallmark menade att reflexivändelsen i den ryska översättningen tydde på att det skulle tolkas som "beger sig". Thomsen hävdade också att bristen på hjälp från utrikesdepartementet gjorde att sovjeterna trodde att han var där för att hjälpa nazister. Boken där han beskrev sina upplevelser översattes och gavs ut i femton länder, men översattes inte till svenska och gavs inte ut i Sverige, enligt Thomsen för att Norström angett att hon skulle anmäla honom för förtal om den gavs ut i Sverige. Thomsen liknade sitt fall vid Raoul Wallenbergs. Norström skickade själv ett brev till dansk press, där hon beklagade Thomsens öde, men bestred hans uppgifter, och menade att hon hade bistått med dokumenten som en väntjänst, och att hon inte alls hade antytt att han skulle ha rest på uppdrag av Sverige. UD avvisade återigen Thomsens krav.

## Arv
För sin insats vid Svenska skolan, med att utbilda svenska och svensk-tyska barn, liksom för sin verksamhet efter kriget i Hamburg, belönades hon bland annat med flera utmärkelser, bland annat Vasaorden, Pro patria-medaljen, Svenska Röda korsets medalj, Norska Röda korsets medalj och Förbundsrepubliken Tysklands förtjänstorden.
En minnessten som skildrar Norströms insats står vid Elbe i Hamburg, med ett tack inristat till Sveriges folk.